# Бастова
Бастова или Бастовая — левый приток реки Уж, протекающий по Коростенскому району районам (Житомирская область).

## География
Длина — 18 или 15 км. Площадь бассейна — 78,1 км². Служит водоприёмником системы каналов (возле села Шевченково). Уклон реки — 1,2 м/км.
Берёт начало западнее села Бродок. Река течёт на северо-восток. Впадает в реку Уж (на 233-м км от её устья) восточнее села Бастова Рудня.
Пойма очагами занята болотами и лугами, лесам.
Населённые пункты на реке (от истока к устью):
Бывший Емильчанский район
1. Бродок
2. Симоны
3. Бастова Рудня